# چنوآ (ایلینوی)
چنوآ، ایلینوی (به انگلیسی: Chenoa, Illinois) یک شهر در ایالات متحده آمریکا با جمعیت ۱٬۷۸۵ نفر است که در ایلی‌نوی واقع شده‌است.

## موقعیت جغرافیایی
موقعیت جغرافیایی شهرها و مناطق اطراف به شرح زیر است: